# Graham Simpson (üzletember)
Graham Simpson (1946. július 27. –) angol üzletember és egykori elnöke az angol Watford futballklubnak.

## Élete röviden
A 70-es években színészként is dolgozott.
Később utazási irodát nyitott. 1999-n eladta az irodát, de később újra nyitott egy sajátot Simpson Travel néven.
Simpson 1999 novemberében csatlakozott a Watford testülethez. Később ügyvezető elnöke lett, a Executive Chairman of Watford and Watford Leisure plc-k. 2008 júliusában bejelentette hogy eladja a klubot, majd ugyanennek az évnek a december 1-jei rendkívüli közgyűlésén lemondott posztjáról.

## Szerepei[1]
- The Man Outside (1972)
- The Regiment (1972)
- Z Cars (1972)
- Full House (1973)
- Warship (1973)
- Barlow at Large (1974)
- Justice (1974)
- Rogue's Rock (1974-1976)
- Sadie, It's Cold Outside (1975)
- Doctor Who (1977)
- Blakes 7 (1979)
- The Bitch (1979)
- The Dick Francis Thriller: The Racing Game (1979)
- Shoestring (1980)

## Fordítás
- Ez a szócikk részben vagy egészben  a   Graham_Simpson_(businessman) című angol Wikipédia-szócikk fordításán alapul.  Az eredeti cikk szerkesztőit annak laptörténete sorolja fel. Ez a jelzés csupán a megfogalmazás eredetét és a szerzői jogokat jelzi, nem szolgál a cikkben szereplő információk forrásmegjelöléseként.

## További információ
- Graham Simpson az Internet Movie Database-ben (angolul)
- Graham Simpson a Rotten Tomatoeson (angolul)